# Kostel Notre-Dame-des-Blancs-Manteaux
Kostel Notre-Dame-des-Blancs-Manteaux (doslovně Panny Marie od Bílých Plášťů, francouzsky Église Notre-Dame-des-Blancs-Manteaux) je katolický farní kostel ve 4. obvodu v Paříži, v ulici Rue des Blancs-Manteaux, původně kostel kláštera Notre-Dame-des-Blancs-Manteaux.

## Historie
V roce 1258 založili servité s podporou francouzského krále Ludvíka IX. v Paříži pobočku svého řádu. Členové žebravého řádu nosili na znamení svého odříkání nebarvené sutany, takže se jim začalo lidově říkat „Blancs-Manteaux“ (bílé pláště). Když v roce 1274 Druhý lyonský koncil zrušil většinu žebravých řádů a mezi nimi i servity, obdrželi jejich klášter vilemité. I když ti nosili černé kutny, klášteru zůstalo označení Blancs-Manteaux. V roce 1618 se vilemité spojili s benediktiny, kteří zde zřídili svůj noviciát.
Benediktini nechali v letech 1685–1690 postavit nové klášterní budovy podle plánů architekta Charlese Duvala, což jsou jediné části, které se z bývalého kláštera dochovaly. Vitráž v chórovém ochozu představuje položení základního kamene dnešního kostela v roce 1685.
Během Velké francouzské revoluce byl klášter zrušen a budovy prodány. Po konkordátu z roku 1801 byl klášterní kostel opět otevřen pro bohoslužby. V roce 1807 kostel získalo město Paříž a Notre-Dame-des-Blancs-Manteaux se stal farním kostelem.
V 19. století zbývající klášterní budovy získala sousedící zastavárna Mont de Piété.
V roce 1863 architekt Victor Baltard (1805-1874) prodloužil kostel a na jižní fasádě připojil klasicistní portál. Fasáda pochází z kostela Saint-Éloi-des-Barnabites, zbořeného při stavbě Boulevardu du Palais na ostrově Cité během přestavby Paříže. Portál vytvořil v roce 1705 Jean-Sylvain Cartaud (1675–1758).
Kostel s kryptou a pozůstatky kláštera jsou od roku 1983 chráněny jako historické památky.

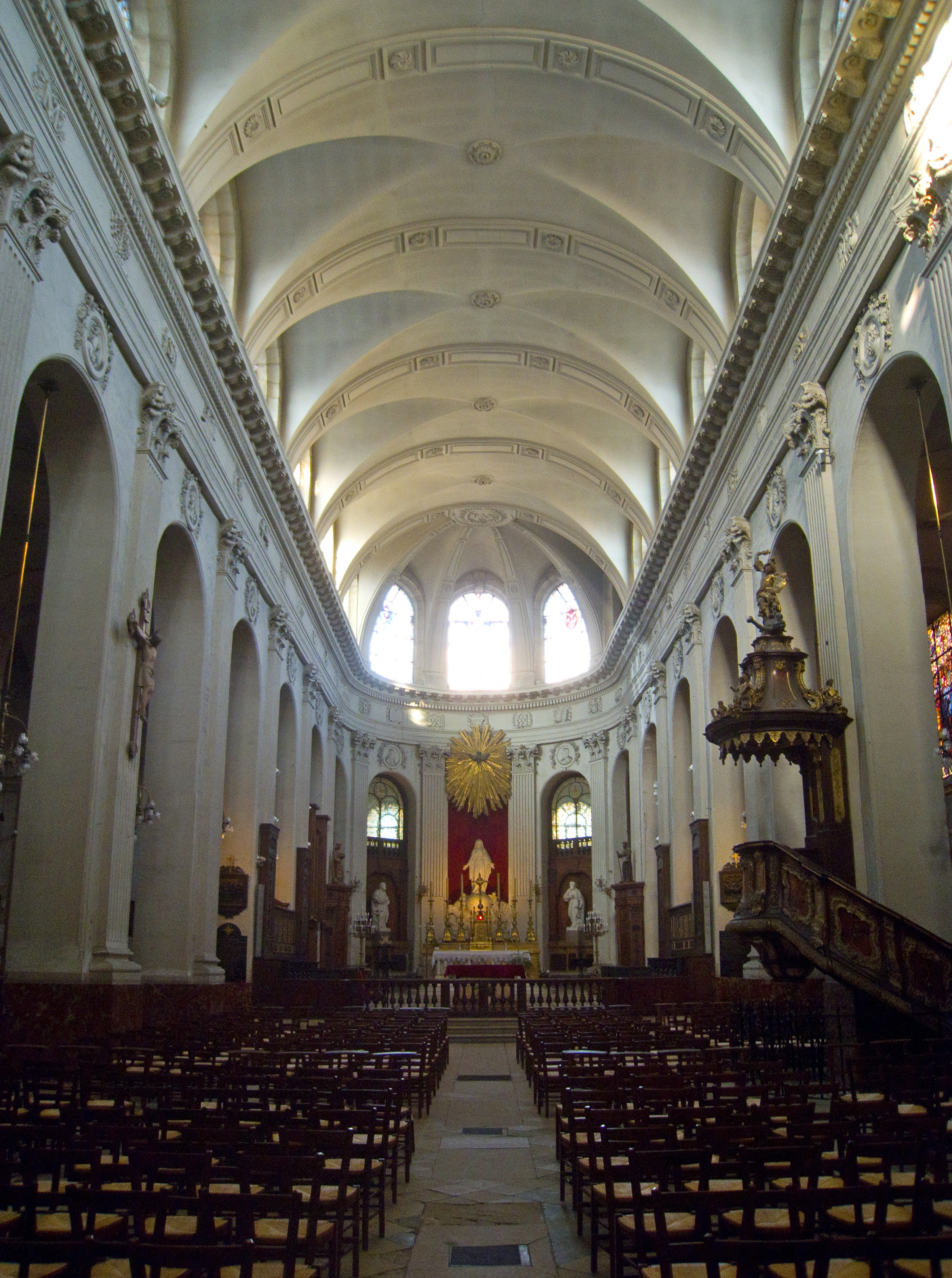
Hlavní loď kostela

## Architektura
Hlavní portál kostela se nachází na jižní straně. Hlavní loď má valenou klenbu a ústí na severu do půlkruhového chóru. Po obou stranách hlavní lodě jsou obloukové arkády oddělující úzké boční lodě. Spočívají na mohutných pilířích se žlábkovými pilastry s korintskými hlavicemi. Nad arkádami, které vedou také kolem chóru, jsou reliéfy s výjevy ze Starého a Nového zákona a medailony s bustami apoštolů a světců.

## Vybavení
Varhany sestavil Louis Callinet (1786–1846). Restaurování provedl v roce 1867 Joseph Merklin a 1964 Alfred Kern. Varhanní skříň navrhl v roce 1864 Marcellin Varcollier. Varhanní empora pochází ze 17. století. Spočívá na šesti iónských sloupech.
Ze 14. století pochází kamenná plastika Madony s dítětem.

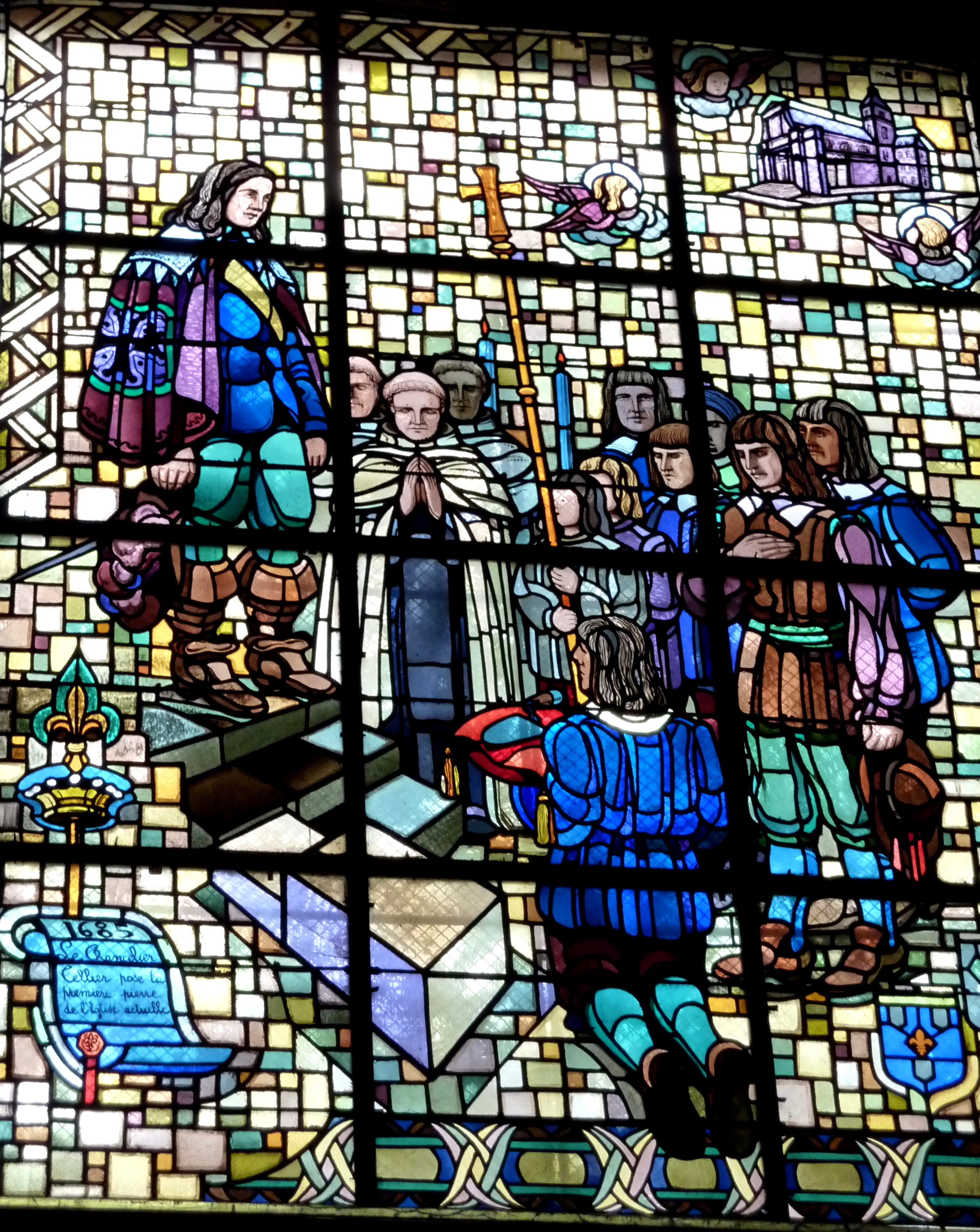
Položení základního kamene

Malba Nanebevzetí Panny Marie se připisuje Françoisovi Perrierovi (1590–1650). Ve křtící kapli se nachází malba Smrt svaté Anny z roku 1640 německého malíře Joachima von Sandrarta (1606–1688) a Zázračné rozmnožení chleba z roku 1683 Clauda Audrana ml. (1639–1684). V roce 1970 byly objeveny další malby z počátku 17. století, jichž náměty pocházejí ze Starého zákona, např. Setkání Abraháma a Melchisedecha, Mojžíš udeřil do skály, Sbírání many, David a Achímelek.
Rokoková kazatelna pochází z roku 1749 a sem byla přenesena v 19. století. Na deskách s inkrustacemi ze dřeva, cínu a slonoviny jsou znázorněny biblické scény. Střecha nad kazatelnou je zakončena postavou archanděla Michaela vítězícího nad Luciferem. U jeho nohou sedí čtyři evangelisté.
Vitrážová okna ve východním chórovém ochozu vytvořil v roce 1946 Raphaël Lardeur. Představují scény z dějin kláštera: založení kláštera Ludvíkem Svatým, převzetí kláštera vilemity, položení základního kamene současného kláštera v roce 1685 a založení pobočky karmelitánek v Paříži.